# Adoxophyes negundana
Adoxophyes negundana es una especie de polilla del género Adoxophyes, tribu Archipini, subfamilia Tortricinae.

## Distribución
Se distribuye por Canadá (Manitoba).

## Taxonomía
Fue descrita por McDunnough en 1923 y publicada en Can. Ent. 55: 166.